# Natalja Obrenović

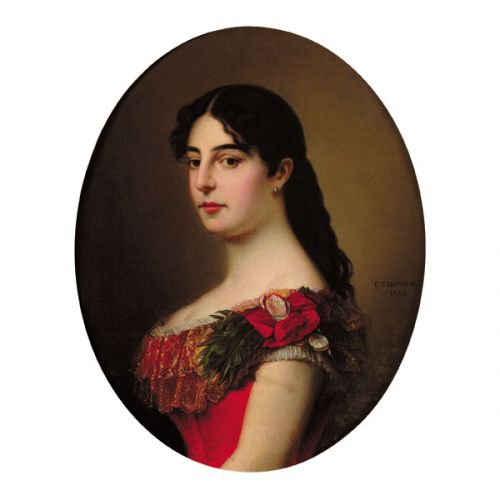
Natalija Obrenović

Natalja Obrenović, född Keshko 15 maj 1859 i Florens, död 8 maj 1941 i Paris, var en serbisk drottning, gift med kung Milan I av Serbien och mor till kung Alexander I av Serbien. Hon var dotter till den ryske översten Peter Keshko (Petre Cheşcu) och den moldaviska adelsdamen Pulcheria Sturdza.

## Biografi
Natalja blev enligt legenden som barn förutspådd att hon en dag skulle bära en krona men sedan förlora den igen. Hon gifte sig med Milan av Serbien den 17 oktober 1875. Serbien var då ett furstendöme, men förklarades som kungadöme år 1882, vilket förändrades hennes titel från furstinna av Serbien till drottning. Paret fick två söner: tronföljaren Alexander och prins Sergej. 
Relationen mellan Natalja och Milan var problematisk, delvis på grund av Milans otrohet, delvis på grund av skilda politiska åsikter, eftersom Natalja var prorysk slavofil medan Milan var proösterrikisk. År 1887 kom det till öppen konflikt och Natalja lämnade Serbien och tog med sig Alexander till Ryssland. Milan lät hämta tillbaka Alexander till Serbien 1888 och förklarade sig därefter skild. Skilsmässan bestreds dock av Natalja. 
År 1889 avsattes Milan I och ersattes av sin omyndige son Alexander. Natalja förbjöds all kontakt med sin son fram till hans myndighetsdag, men hon återvände i stället samma år till Serbien, där hennes krav att få träffa sin son väckte allmän sympati. Hon förvisades 1891 under dramatiska former från landet. Skilsmässan mellan Natalja och Milan förklarades offentligt ogiltig år 1893, och efter detta besökte Natalja ofta Serbien. 
Hon motsatte sig Alexanders giftermål med Draga Mašin 1900 och förvisades därför av honom från landet. Året därpå avled Milan, och 1903 mördades hennes son Alexander och hennes svärdotter Draga Mašin i en palatskupp. Natalja konverterade då till katolicismen och anslöt sig till en klosterorden i Frankrike. 